# Буренко Раїса Пилипівна
Раї́са Пили́півна Буре́нко (нар. 20 квітня 1919, село Іванівка, тепер Петрівського району Кіровоградської області — ? після 1970) — українська радянська діячка, новатор виробництва, ткаля Івано-Франківської бавовняної фабрики. Герой Соціалістичної Праці (7.03.1960). Депутат Верховної Ради УРСР 6-го скликання.

## Біографія
Народилася в селянській родині.
У 1947—1966 роках — ткаля Станіславської (Івано-Франківської) бавовняної фабрики. Відзначалася випуском високоякісних тканин.
Член ВКП(б) з 1951 року.
Після реорганізації і злиття в 1966 році Івано-Франківської бавовняної фабрики з трикотажною фабрикою працювала контролером у відділі технічного контролю швацького цеху.
Потім — на пенсії.

## Нагороди
- Герой Соціалістичної Праці (7.03.1960)
- орден Леніна (7.03.1960)
- ордени
- медалі